# UCI-Weltrangliste
Die UCI-Weltranglisten sind internationale Ranglisten des Radsports, die der Weltradsportverband UCI herausgibt. In ihnen werden Radrennfahrer, Teams und Nationen nach den im Laufe einer Saison erzielten Punkten bei Radsportveranstaltungen geführt. Die UCI führt jeweils Weltranglisten im Straßenradsport, Bahnradsport, Querfeldein-Rennen, Mountainbikesport, BMX, Trial und Hallenradsport für Männer und Frauen sowie ein Nationenranking im Paracycling.